# Rebecca Sullivan
Rebecca Sullivan (ur. 11 września 1972) – australijska judoczka. Olimpijka z Sydney 2000, gdzie zajęła dziewiąte miejsce w wadze półlekkiej.
Uczestniczka mistrzostw świata w 1997 i 1999. Startowała w Pucharze Świata w 1999. Zdobyła pięć medali na mistrzostwach Oceanii w latach 1990 - 2000. Mistrzyni Australii w 1994, 1997, 1998 i 1999 roku.
Jej siostra Lara Sullivan, również była judoczką, olimpijką z Atlanty 1996.

## Letnie Igrzyska Olimpijskie 2000
| Konkurencja | Eliminacje               | Eliminacje          | Repasaże                    | Klas. końcowa |
| Konkurencja | Przeciwnik I             | Przeciwnik II       | Przeciwnik I                | Miejsce       |
| ----------- | ------------------------ | ------------------- | --------------------------- | ------------- |
| 52 kg       | Laëtitia Tignola (FRA) Z | Kye Sun-hui (KOR) P | Deborah Gravenstijn (NED) P | 9.            |